# 广陵镇
广陵镇，是中华人民共和国江苏省泰州市泰兴市下辖的一个乡镇级行政单位。

## 行政区划
广陵镇下辖以下地区：
广陵社区、兴宁社区、新圩村、张拾村、通靖村、季圩村、曹市村、顾周村、大有村、木行村、宁界村、联匡村、北肖村、马庄村、联吴村、禅师村和龙王村。